# Andrea Amann
Andrea Amann (verheiratete Tiefenthaler; * 2. Mai 1961 in Schruns, Vorarlberg) ist eine ehemalige österreichische Freestyle-Skierin und Gleitschirmpilotin. Als Skisportlerin war sie auf die Disziplin Aerials (Springen) spezialisiert, in der sie 1985 als erste Österreicherin einen Weltcup gewann. Danach widmete sie sich professionell dem Gleitschirmfliegen und wurde 1991 Weltmeisterin im Streckenflug.

## Biografie
Andrea Amann wuchs mit drei älteren Brüdern in Latschau oberhalb von Tschagguns auf und besuchte die hiesige Volksschule. Im Alter von zehn Jahren übersiedelte sie mit ihrer Familie nach Tschagguns. Nach der Schule begann sie, als Schreibkraft in einem Büro zu arbeiten und ließ sich später in einer Druckerei zur Schriftsetzerin umlernen.

### Freestyle-Skiing
Die begeisterte Skifahrerin Andrea Amann begann 1979 mit dem Freestyle-Skiing und bestritt ein Jahr später erste internationale Wettkämpfe. In den folgenden Jahren widmete sie sich im Winterhalbjahr dem Skisport, während sie im Sommer als Schriftsetzerin tätig war. Einen ersten sportlichen Erfolg konnte sie 1982 verbuchen, als sie im Rahmen der österreichischen Meisterschaften in ihrer Paradedisziplin Aerials Silber gewann. Anfang Jänner 1983 gab sie in Mariazell auf der Buckelpiste ihr Debüt im Freestyle-Skiing-Weltcup. Bald konzentrierte sie sich auf die Aerials-Wettkämpfe und erreichte gut zwei Wochen nach ihrem Debüt als Dritte in Tignes erstmals einen Podestplatz. Ihre erste Saison in der Weltspitze schloss sie mit Rang sechs in der Disziplinenwertung ab. Dazu gewann sie bei den Europameisterschaften in Courchevel die Bronzemedaille sowie im Springen und in der Kombination ihre ersten beiden von insgesamt acht österreichischen Meistertiteln.
1984 verbesserte sich Amann weiter und klassierte sich bei allen sieben Weltcup-Springen, an denen sie teilnahm, unter den besten zehn, davon viermal auf dem Podest. In der Aerials-Disziplinenwertung belegte sie hinter den Schweizerinnen Eveline Wirth und Conny Kissling Rang drei, bei den Europameisterschaften auf dem Hochkar gewann sie die Silbermedaille. 1985 setzte sie die positive Entwicklung fort und verteidigte mit erneut vier Podestplätzen Disziplinenrang drei, im Gesamtweltcup erreichte sie als Elfte ein Karrierehoch. Bei den erneut auf dem Hochkar ausgetragenen Europameisterschaften kürte sie sich im dritten Anlauf zur Europameisterin. Im Sommer desselben Jahres verpasste sie bei der Wasserschanzen-EM in Südtirol als Vierte nur knapp die Medaillenränge. Am 13. Dezember 1985 feierte Andrea Amann bei der WM-Generalrobe in Tignes ihren ersten und einzigen Weltcupsieg, musste in der Folge aber auf die allerersten Weltmeisterschaften verzichten. Bei ihrem Comeback erreichte sie über ein Jahr später mit einem zweiten Platz in Calgary ihren elften und letzten Weltcup-Podestplatz. Nachdem sie im März 1987 ihr letztes von zwei Dutzend Weltcup-Springen bestritten hatte, wurde sie bis 1989 noch dreimal österreichische Meisterin.
Andrea Amann war weltweit die erste Skifahrerin, der ein Dreifachsalto und ein Doppelsalto mit Schraube gelang.

### Gleitschirmfliegen
1988 begann Amann mit dem Trendsport Gleitschirmfliegen und schloss sich dem 1. Vorarlberger Gleitschirmfliegerverein (GSFV) Schnifis an. Noch im selben Jahr gewann sie bei den Staatsmeisterschaften nach gerade einmal 70 Höhenflügen die Silbermedaille. Nachdem sie 1989 erstmals österreichische Meisterin geworden war, verteidigte sie den Titel 1990 in Sillian und ließ dabei auch alle männlichen Teilnehmer hinter sich. Mit dem Gewinn des World Masters in Kössen sowie des Streckenflug-Weltmeistertitels in Saint-André-les-Alpes konnte die Montafonerin 1991 ihre größten Karriereerfolge feiern. Kurze Zeit später gab sie den Wettkampfsport auf und spezialisierte sich auf Langstreckenflüge. 1995 gelang ihr neben ihrem dritten und letzten Staatsmeistertitel ein bemerkenswerter Flug über 115 Kilometer von Schnifis nach Sölden.
Andrea Tiefenthaler ist mit Hugo Tiefenthaler, dem langjährigen Obmann des 1. Vorarlberger GSFV Schnifis, verheiratet. Das Paar lebt in Frastanz und hat zwei gemeinsame Töchter. Tiefenthaler blieb ihrem zweiten Sport treu und arbeitet in der Flugschule Schnifis.

## Erfolge Freestyle

### Weltcupwertungen
| Saison  | Gesamt | Gesamt | Aerials | Aerials |
| Saison  | Platz  | Punkte | Platz   | Punkte  |
| ------- | ------ | ------ | ------- | ------- |
| 1983    | 18.    | 7      | 6.      | 27      |
| 1984    | 16.    | 10     | 3.      | 59      |
| 1984/85 | 11.    | 10     | 3.      | 69      |
| 1985/86 | 31.    | 2      | 13.     | 12      |
| 1986/87 | 30.    | 4      | 12.     | 22      |

### Weltcupsiege
Amann errang im Weltcup 11 Podestplätze, davon einen Sieg:
| Datum         | Ort    | Land       | Disziplin |
| ------------- | ------ | ---------- | --------- |
| 13. Dez. 1985 | Tignes | Frankreich | Aerials   |

### Weitere Erfolge
- 8 österreichische Meistertitel (Aerials 1983–1985 und 1987–1989, Kombination 1983 und 1985)
- 3 Aerials-Medaillen bei Europameisterschaften (Gold 1985, Silber 1984, Bronze 1983)

## Erfolge Gleitschirmfliegen
- Sieg bei der FAI Gleitschirm-Streckenflug Weltmeisterschaft 1991
- Sieg beim World Masters 1991
- 3 österreichische Meistertitel (1989, 1990 und 1995)
- 1 Vorarlberger Landesmeistertitel (1991)